# 佐藤元清
佐藤 元清（さとう もときよ）は南北朝時代の武将。伊勢佐藤氏は奥州藤原氏の末裔とされている。
（正平4年・貞和5年）1349年足利尊氏の弟直義と高師直が対立し、師直が直義派を尽く追放し、実権を握った。翌年直義は南朝方に付き、尊氏方に反旗を翻した（観応の擾乱）。元清は尊氏方に加勢し、信濃守護小笠原為経の軍勢と合流しようと信濃に入った。
（正平6年・観応2年）1351年、尊氏は信濃軍に対し、直義を信濃に入国させないよう命じた。元清は高梨経頼、武田文元ら信濃の国人衆と共に筑摩方面に進軍し、直義方の諏訪氏、香坂氏、禰津氏らと交戦した。小県郡中尾の戦いで、2000余騎を率いた禰津行貞を退却させるという軍功をあげた。
翌年元清は駿河に進軍し、直義方の吉良氏配下、富長氏と戦った。同年直義は死亡し元清は伊勢に呼び戻され、伊勢の守護家仁木義長の配下となった。元清は今度は南朝方と戦うことになり、伊勢国内を転戦し武功をあげた。その褒美に近江の領地を与えられ、さらに摂津の橘御園の代官に任ぜられた。